# Тарасівка (Сухополов'янська сільська громада)
Тара́сівка — село в Україні, у Прилуцькому районі Чернігівської області. Населення становить 25 осіб. Входить до складу Сухополов'янської сільської громади
Станом на червень 2012 року тут проживало семеро людей.

## Населення

### Мова
Розподіл населення за рідною мовою за даними перепису 2001 року:
| Мова       | Кількість | Відсоток |
| ---------- | --------- | -------- |
| українська | 25        | 100%     |

## Історія
На карті Шуберта 1869 р. позначене як хутір Пологий.
Сплановане село у формі квадрата й обсаджене з двох боків акаціями, черемхою, аличою, ліщиною, осиками, ясенами, кленами. Як згадують селяни, було дуже гарно, коли все те зацвітало й буяло зеленню.
Діяв у селі цегельний завод, на якому працювали тарасівчани. Нині ж на його місці руїни й непрохідні хащі. 
У Тарасівці — три вулиці. На першій, що від села Пологи, кожен двір мав фруктовий сад. На другій, що з боку Покрівки, яблуні й груші чомусь всихали, зате добре росли тютюн і м'ята. Третя вулиця мала копанку. Там усім селом і прали, і рибу ловили, і купалися. Тепер над нею тільки верби ростуть.
До 2019 року орган місцевого самоврядування — Піддубівська сільська рада.